# Сімілаун

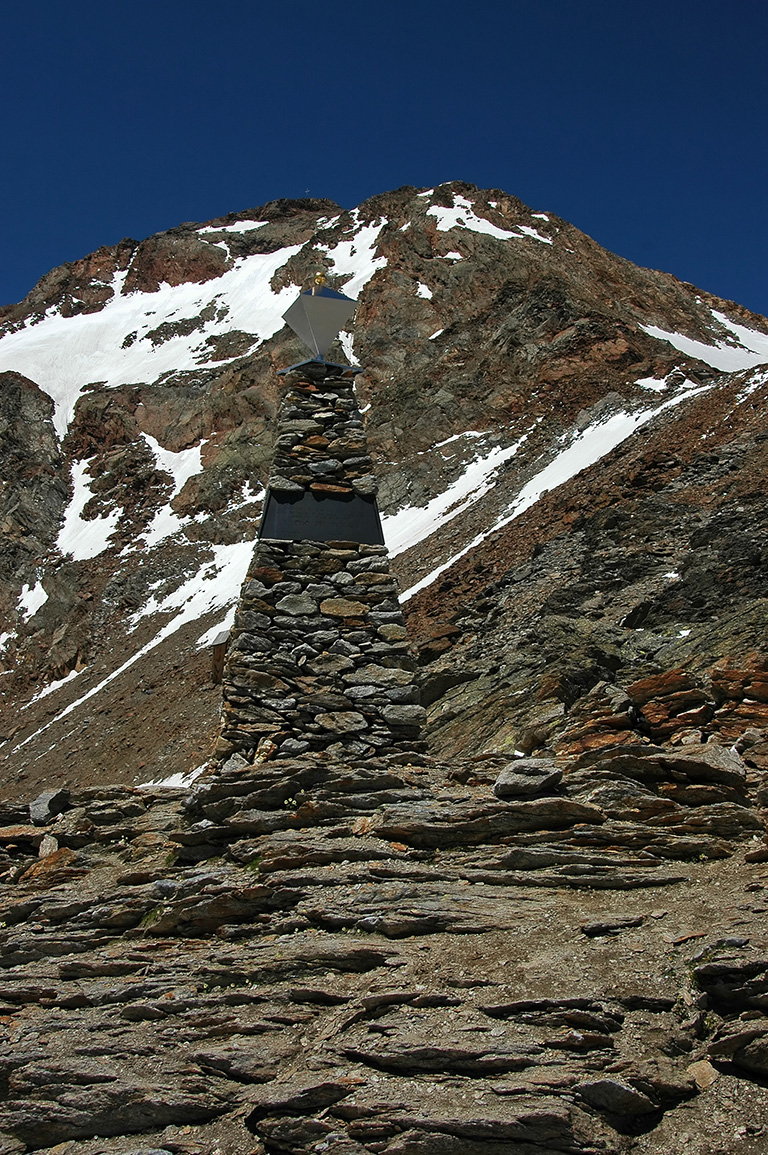
Меморіал Етці

Сіміалун (нім. вимова: [zimiˈlaʊn] ( прослухати)) — гора в групі Шнальскамм Ецтальських Альп. Вона на австрійсько-італійському кордоні. У 3606 м, це шоста найвища вершина Австрії. Уперше на неї піднялися в 1834 році Йозеф Раффайнер і Теодор Касерер. Найбільш відома гора, на схилах якої Гельмут Саймон та Еріка Симон знайшли Етці Крижану людину в 1991 році.